# 龍運巴士E42線
龍運巴士E42線是香港一條來往沙田（博康）及香港國際機場的巴士路線，途經沙田市中心、大圍、城門隧道、青衣西路、青嶼幹線、東涌市中心及機場後勤區。
龍運巴士E42C線是E42線的特別班次，來往沙田（博康）及飛機維修區，只於每日繁忙時間服務，在沙田的行程與E42相若，唯E42C不經東涌及在青衣不設站而直接特快往來機場貨運區，故即使行車里數較E42線短，車費亦較高。 
龍運巴士E42P線是E42線的特別班次，只在星期一至六繁忙時間服務，來往東涌（逸東邨）及火炭（山尾街），途經東涌北，不經東涌市中心。

## 歷史
本線不是首批公開招標的機場巴士路線之一，而是由E41線分拆出來。根據運輸署標書，原本E41線是由大埔中心經沙田（沙角及大圍）來往機場，同時兼顧沙田和大埔的乘客，但沙田本身需求很大，本線因而誕生，而沙田區總站只有博康邨有空位停泊，總站便設在博康邨。
- 1998年4月9日：本線開辦，初期是以赤鱲角（當時為新機場地盤入口）為總站，袛於每日06:30至19:00提供服務。
- 1998年6月22日：配合新機場後勤區啟用，改以機場地面運輸中心為總站，並延長服務時間，來回程途經暢達路（富豪機場酒店）。
- 1998年7月11日：由機場開出後直接駛往機場路前往國泰城，不經暢達路（富豪機場酒店）。
- 2002年3月16日：配合A41改經青衣北岸公路，本線於青衣西路加設車站及增設分段收費。
- 2006年1月13日：本線增設平日早上繁忙時間由逸東邨開出途經東涌市中心往沙田的特別班次。
- 2008年6月8日及2011年5月15日：龍運巴士調整票價，盡加之餘，亦不看齊城巴的接近路線收費（$4→$4.2→$4.3）。
- 2015年3月21日：增設到站時間預報。[1]
- 2017年6月3日：本線往機場方向加設積運街分站。
- 2019年2月18日：逸東邨特別班次改用獨立編號E42P線，並改經東涌北而不經東涌市中心，以填補東涌北前往青衣島的公共交通服務。[2]
- 2019年4月26日：E42P線在星期一至五的班次加開至四班，分別是06:45、07:05、07:30、07:50，星期六的班次加開至三班，分別是06:45、07:30、07:50。[3]
- 2021年12月20日：E42C線開辦。[4]
- 2022年5月3日：E42C線新增06:05往機場維修區班次，以及18:08往沙田班次。[5]
- 2022年12月4日：E42P線逸東邨總站遷往逸東街西行「逸東邨居逸樓」[6]。
- 2023年4月3日：E42P線增設下午回程班次；同時沙田區總站延長至火炭（山尾街），來回程改經源禾路及火炭路，不經田園閣及博康邨。[7]
  - 為配合增設回程服務，各龍運機場E線轉往E42P線的巴士轉乘優惠，適用方向由往沙田更改為往東涌，使之與E31及E32A線趨於一致。
- 2024年2月3日：E42C線試辦星期六、日及公眾假期班次，開出時間與星期一至五班次相同。[8]

- 2024年8月19日：E42線往機場方向到達暢連路近二號檢查閘後，直接前往地面運輸中心巴士總站，不經暢達路。[9]

## 服務時間及班次
E42
| 沙田（博康）開   | 沙田（博康）開 | 沙田（博康）開 | 機場（地面運輸中心）開 | 機場（地面運輸中心）開 | 機場（地面運輸中心）開 |
| 日期             | 服務時間       | 班次（分鐘）   | 日期                   | 服務時間               | 班次（分鐘）           |
| ---------------- | -------------- | -------------- | ---------------------- | ---------------------- | ---------------------- |
| 星期一至五       | 05:30-08:00    | 8至11          | 星期一至五             | 05:30-07:10            | 20                     |
| 星期一至五       | 08:00-09:00    | 15             | 星期一至五             | 07:25、07:42           | 07:25、07:42           |
| 星期一至五       | 09:00-12:00    | 20             | 星期一至五             | 08:00-09:00            | 12                     |
| 星期一至五       | 12:00-18:00    | 15             | 星期一至五             | 09:00-13:00            | 20                     |
| 星期一至五       | 18:00-00:00    | 20             | 星期一至五             | 13:00-15:00            | 15                     |
|                  |                |                | 星期一至五             | 15:00-17:00            | 12                     |
| 17:00-18:00      | 8／9           |                | 星期一至五             |                        |                        |
| 18:00-19:00      | 15             |                | 星期一至五             |                        |                        |
| 19:00-21:00      | 20             |                | 星期一至五             |                        |                        |
| 21:00-22:00      | 12             |                | 星期一至五             |                        |                        |
| 22:00-00:00      | 15             |                | 星期一至五             |                        |                        |
| 星期六           | 05:30-06:00    | 15             | 星期六                 | 05:30-06:50            | 20                     |
| 星期六           | 06:00-07:00    | 10             | 星期六                 | 06:50-08:05            | 15                     |
| 星期六           | 07:00-09:00    | 12             | 星期六                 | 08:15                  | 08:15                  |
| 星期六           | 09:00-10:00    | 20             | 星期六                 | 08:26-09:10            | 11                     |
| 星期六           | 10:00-11:00    | 15             | 星期六                 | 09:10-12:30            | 20                     |
| 星期六           | 11:00-12:00    | 20             | 星期六                 | 12:30-13:30            | 15                     |
| 星期六           | 12:00-14:00    | 15             | 星期六                 | 13:30-14:50            | 20                     |
| 星期六           | 14:00-16:00    | 20             | 星期六                 | 14:50-15:50            | 15                     |
| 星期六           | 16:00-18:00    | 15             | 星期六                 | 15:50-17:38            | 12                     |
| 星期六           | 18:00-00:00    | 20             | 星期六                 | 17:49                  | 17:49                  |
|                  |                |                | 星期六                 | 18:00-19:15            | 15                     |
| 19:15-23:15      | 20             |                | 星期六                 |                        |                        |
| 23:15-00:00      | 15             |                | 星期六                 |                        |                        |
| 星期日及公眾假期 | 05:30-06:00    | 15             | 星期日及公眾假期       | 05:30-07:10            | 20                     |
| 星期日及公眾假期 | 06:00-07:00    | 10             | 星期日及公眾假期       | 07:10-07:55            | 15                     |
| 星期日及公眾假期 | 07:00-08:00    | 15             | 星期日及公眾假期       | 07:55-08:55            | 12                     |
| 星期日及公眾假期 | 08:00-09:00    | 20             | 星期日及公眾假期       | 09:10                  | 09:10                  |
| 星期日及公眾假期 | 09:00-10:00    | 15             | 星期日及公眾假期       | 09:30-11:50            | 20                     |
| 星期日及公眾假期 | 10:00-12:00    | 20             | 星期日及公眾假期       | 11:50-12:50            | 15                     |
| 星期日及公眾假期 | 12:15          | 12:15          | 星期日及公眾假期       | 12:50-13:50            | 20                     |
| 星期日及公眾假期 | 12:30-13:30    | 12             | 星期日及公眾假期       | 14:05                  | 14:05                  |
| 星期日及公眾假期 | 13:45          | 13:45          | 星期日及公眾假期       | 14:20-15:20            | 12                     |
| 星期日及公眾假期 | 14:00-16:00    | 20             | 星期日及公眾假期       | 15:20-16:50            | 15                     |
| 星期日及公眾假期 | 16:00-18:00    | 15             | 星期日及公眾假期       | 16:50-17:38            | 12                     |
| 星期日及公眾假期 | 18:00-00:00    | 20             | 星期日及公眾假期       | 17:49、18:00           | 17:49、18:00           |
|                  |                |                | 星期日及公眾假期       | 18:15-23:15            | 20                     |
| 23:15-00:00      | 15             |                | 星期日及公眾假期       |                        |                        |

E42C
- 每日：
  - 沙田（博康）開：06:05、06:25
  - 飛機維修區開：18:08、20:08

E42P
- 星期一至六
  - 逸東邨開：06:45、07:05、07:30、07:50
  - 火炭（山尾街）開：18:10、18:30

粗體字之班次星期六不設服務，所有班次星期日及公眾假期不設服務

## 收費
| 路線 | 全程收費 | 分段收費 |
| ---- | -------- | --- |
| E42  | $14.4    | - 長亨邨往機場（地面運輸中心）／青華苑往博康：$11.2 - 過北大嶼山公路後往機場（地面運輸中心）：$4.5 - 過城門隧道後往博康：$6.7         |
| E42P | $14.4    | - 長亨邨往東涌（逸東邨）／青華苑往火炭（山尾街）：$11.2 - 過北大嶼山公路後往東涌（逸東邨）：$3.8 - 過城門隧道後往火炭（山尾街）：$6.7 |
| E42C | $14.8    | - 青嶼幹線轉車站往飛機維修區：$11.6 - 過北大嶼山公路後往飛機維修區：$4.5 - 過城門隧道後往博康：$6.7                                   |

| - 本線設有12歲以下小童及65歲或以上長者半價優惠。 - 65歲或以上香港居民使用「樂悠咭」，以及12歲以下合資格殘疾兒童使用「殘疾人士身份」個人八達通繳付車資，均可享有每程$2.0或半價（以較低者為準）的票價優惠；12至64歲合資格殘疾人士使用「殘疾人士身份」個人八達通（包括「樂悠咭」），以及60至64歲香港居民使用「樂悠咭」繳付車資，均可享有每程$2.0或全費（以較低者為準）的票價優惠。 - 65歲或以上長者如使用長者或一般個人八達通繳付車資，則只可享有半價優惠；12至64歲合資格殘疾人士如不使用「殘疾人士身份」個人八達通，以及60至64歲人士如不使用「樂悠咭」繳付車資，必須繳付全費。 - 乘客可以現金或八達通於上車時付款，不設找續。 - 每位成人乘客可免費攜帶最多兩名4歲以下而不佔座位的兒童乘客乘車，超額之4歲以下小童必須繳付小童車費乘車。 - 持有「九巴月票」之乘客在車票有效期內，每日可享最多10程任何九龍巴士及龍運巴士路線（包括本路線，以及聯營路線的九龍巴士／龍運巴士提供的班次；惟乘搭機場「A」及「NA」線則可享原價二七折優惠（不會計算每天10次合資格車程））；而B1線則每日可享最多各2程（不會計算每天10次合資格車程）。 - 九龍巴士、城巴、龍運巴士及陽光巴士全職員工及家屬（不包括外判職員）可免費乘搭本路線，惟必須拍職員或職員家屬八達通。 - 乘客亦可透過多元化電子支付系統（e度嘟）繳付車資，包括使用非接觸式VISA卡、JCB卡、萬事達卡、銀聯卡、美國運通、大來國際、Discover Card、Apple Pay、Google Pay、Samsung Pay、AlipayHK「易乘碼」、支付寶、WeChatHK／微信支付「搭車碼」、銀聯雲閃付「乘車碼」及BOC Pay「乘車碼」。乘客使用此付款方式，使用此支付方式的乘客可享有中途下車之分段收費，以及與其他九巴／龍運獨營路線或聯營線九巴／龍運班次之轉乘優惠，惟不適用於與非九巴／龍運路線之轉乘優惠，亦不能享有「公共交通費用補貼計劃」及「長者及合資格殘疾人士公共交通票價優惠計劃」。 - 此路線接受接受以非接觸式Visa、萬事達卡、銀聯卡、Apple Pay、Google Pay、Samsung Pay、AlipayHK「易乘碼」及銀聯雲閃付「乘車碼」繳付車資。使用此等付款方式將只可享有其他同樣接受此付款方式的路線的轉乘優惠，亦不能受惠於劃一$2票價優惠及公共交通費用補貼計劃。 |

### 八達通轉乘優惠
乘客登上本線後指定時間內以同一張八達通卡轉乘以下路線，或從以下路線登車後指定時間內以同一張八達通卡轉乘本線，次程可獲車資折扣優惠：
E42／E42P↔龍運E線
- E42往機場／E42P往逸東邨→E31往逸東邨／E32A往東涌發展碼頭，次程車資全免，於青嶼幹線轉車站轉乘，轉乘時限為150分鐘
- E31往荃灣／E32A往葵芳→E42往博康／E42P往火炭，回贈首程車資，於青嶼幹線轉車站轉乘，轉乘時限為90分鐘
- E42往機場（E42P不適用）→E32或E41往機場博覽館，次程可獲$4.3折扣優惠，於東涌至機場之間各站轉乘，轉乘時限為150分鐘
- E32往葵芳或E41往大埔→E42往博康（E42P不適用），回贈首程車資，於青嶼幹線轉車站轉乘，轉乘時限為90分鐘
- E42往機場→E42P往逸東邨，次程車資全免，於青嶼幹線轉車站轉乘，轉乘時限為150分鐘
- E42P往火炭→E42往博康，次程車資全免，於青嶼幹線轉車站轉乘，轉乘時限為90分鐘

E42／E42P↔龍運A線，於青嶼幹線轉車站轉乘
- A30、A31、A41、A41P、A43或A47X往機場→E42往機場／E42P往逸東邨，次程車資全免，轉乘時限為150分鐘
- E42往博康／E42P往火炭→A30、A31、A41、A41P、A43或A47X往市區，回贈首程車資，轉乘時限為90分鐘

E42／E42P↔R8，於青嶼幹線轉車站轉乘，次程可獲$1折扣優惠
- E42／E42P任何方向→R8往迪士尼樂園，轉乘時限為120分鐘
- R8往青嶼幹線轉車站→E42／E42P任何方向，轉乘時限為60分鐘

E42（E42P不適用）↔S64、嶼巴3M、11、23、37、38系，次程可獲$1折扣優惠
- E42往機場→S64往逸東邨、嶼巴3M、11、23往南大嶼山、37任何方向或38／38P往逸東邨，轉乘時限為150分鐘
- S64往機場、嶼巴3M、11、23往東涌、37任何方向或38／38P往東涌站→E42往博康，轉乘時限為90分鐘

E42（E42P不適用）↔城巴S52，次程可獲$0.5折扣優惠
- E42往機場→S52往飛機維修區，轉乘時限為150分鐘
- S52往逸東邨→E42往博康，轉乘時限為90分鐘

E42C↔龍運A／E線，於青嶼幹線轉車站轉乘
- 龍運A線往機場→E42C往飛機維修區，次程車資全免，轉乘時限為150分鐘
- 龍運E線往機場（往東涌不適用）→E42C往飛機維修區，補回次程全程收費差額，轉乘時限為150分鐘
- E42C往博康→由機場開出的龍運A線，補回次程全程收費差額，轉乘時限為90分鐘
- E42C往博康→由機場開出的龍運E線（於東涌開出不適用），次程車資全免，轉乘時限為90分鐘

## 使用車輛
現時E42與E42P合共使用16輛巴士行走。

## 行車路線
E42
博康開經：逸泰街、水泉坳街、沙角街、沙田圍路、沙田鄉事會路、沙田市中心巴士總站、沙田正街、白鶴汀街、沙田正街、獅子山隧道公路、車公廟路、美田路、大圍道、城門隧道公路、城門隧道、象鼻山路、德士古道北、德士古道天橋、德士古道、青荃路、擔杆山交匯處、楓樹窩路、青衣西路、長青公路、青衣西北交匯處、青嶼幹線、北大嶼山公路、東涌東交匯處、裕東路、順東路、赤鱲角南路、駿運路、駿運路交匯處、航膳西路、駿運路交匯處、觀景路、東岸路、機場路及暢連路。
機場（地面運輸中心）開經：暢連路、機場南交匯處、機場路、東岸路、觀景路、駿明路、觀景路、駿運路交匯處、航膳西路、駿運路交匯處、駿運路、駿坪路、赤鱲角南路、順東路、達東路、順東路、裕東路、東涌東交匯處、北大嶼山公路、青嶼幹線、青衣西北交匯處、長青公路、青衣西路、楓樹窩路、擔杆山交匯處、青荃路、德士古道、德士古道天橋、德士古道北、象鼻山路、城門隧道、城門隧道公路、大圍道、美田路、車公廟路、獅子山隧道公路、沙田正街、沙田市中心巴士總站、沙田正街、橫壆街、源禾路、沙田鄉事會路、沙田圍路、沙角街及逸泰街。
E42C
博康開經：逸泰街、水泉坳街、沙角街、沙田圍路、沙田鄉事會路、沙田市中心巴士總站、沙田正街、白鶴汀街、沙田正街、獅子山隧道公路、車公廟路、美田路、大圍道、城門隧道公路、城門隧道、象鼻山路、德士古道北、德士古道天橋、德士古道、青荃路、青衣北岸公路、青衣西北交匯處、青嶼幹線、北大嶼山公路、機場路、駿運路交匯處、航膳西路、駿運路交匯處、駿運路、駿坪路及南環路。
飛機維修區開經：南環路、駿坪路、駿運路、駿運路交匯處、航膳西路、駿運路交匯處、機場路、北大嶼山公路、青嶼幹線、青衣西北交匯處、青衣北岸公路、青荃路、德士古道、德士古道天橋、德士古道北、象鼻山路、城門隧道、城門隧道公路、大圍道、美田路、車公廟路、獅子山隧道公路、沙田正街、沙田市中心巴士總站、沙田正街、橫壆街、源禾路、沙田鄉事會路、沙田圍路、沙角街及逸泰街。
E42P
東涌（逸東邨）開經：逸東街、松仁路、裕東路、東涌東交匯處、怡東路、東涌海濱路、惠東路、文東路、迎禧路、怡東路、東涌東交匯處、北大嶼山公路、青嶼幹線、青衣西北交匯處、長青公路、青衣西路、楓樹窩路、担杆山交匯處、青荃路、德士古道、德士古道天橋、德士古道北、象鼻山路、城門隧道、城門隧道公路、大圍道、美田路、車公廟路、獅子山隧道公路、沙田正街、沙田市中心巴士總站、沙田正街、橫壆街、源禾路、火炭路及山尾街。
火炭（山尾街）開經：山尾街、火炭路、源禾路、沙田鄉事會路、沙田市中心巴士總站、沙田正街、白鶴汀街、沙田正街、獅子山隧道公路、車公廟路、美田路、大圍道、城門隧道公路、城門隧道、象鼻山路、德士古道北、德士古道天橋、德士古道、青荃路、擔杆山交匯處、楓樹窩路、青衣西路、長青公路、青衣西北交匯處、青嶼幹線、北大嶼山公路、東涌東交匯處、怡東路、迎禧路、文東路、惠東路、東涌海濱路、怡東路、東涌東交匯處、裕東路、松仁路及逸東街。

### 沿線車站

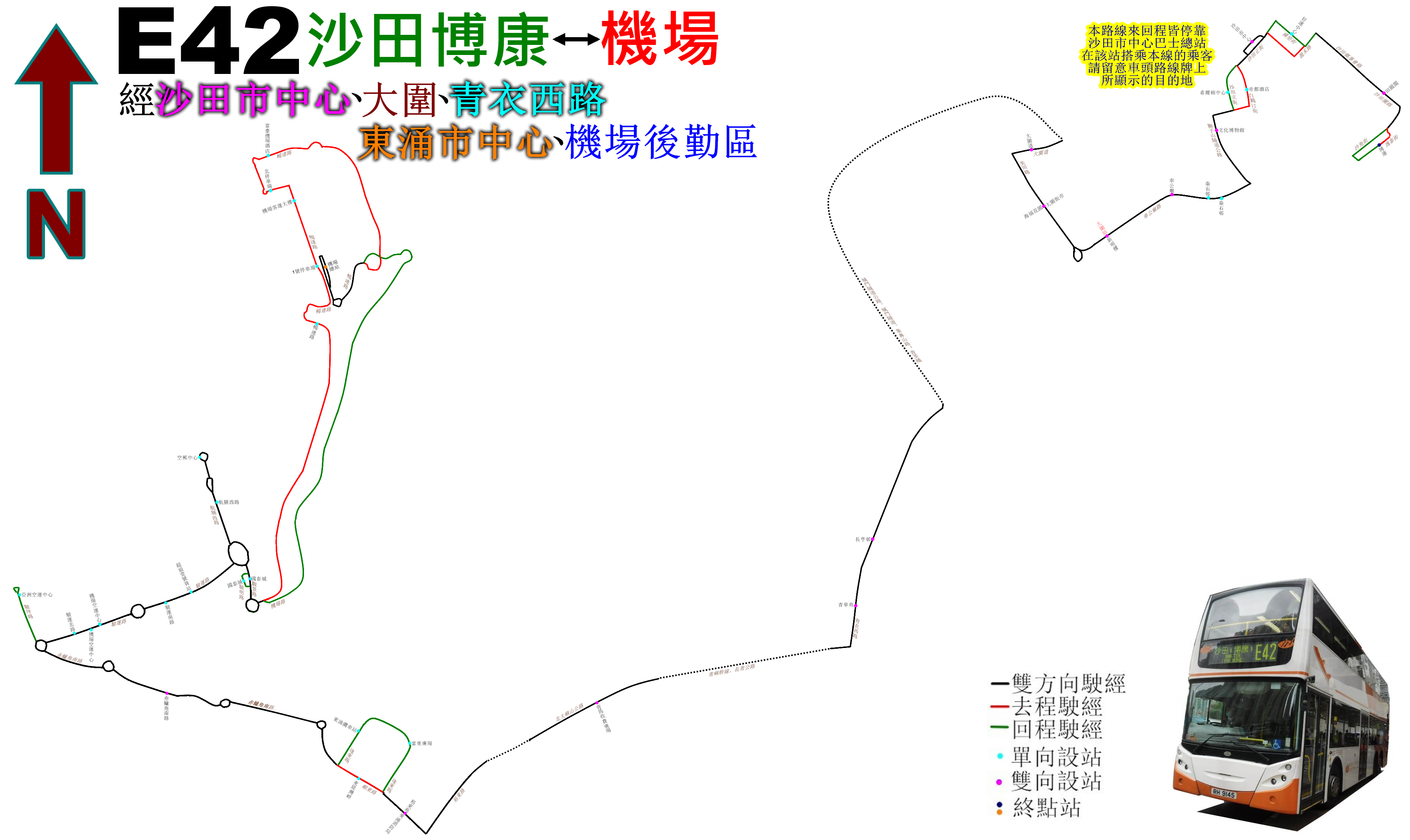
E42線的走線圖

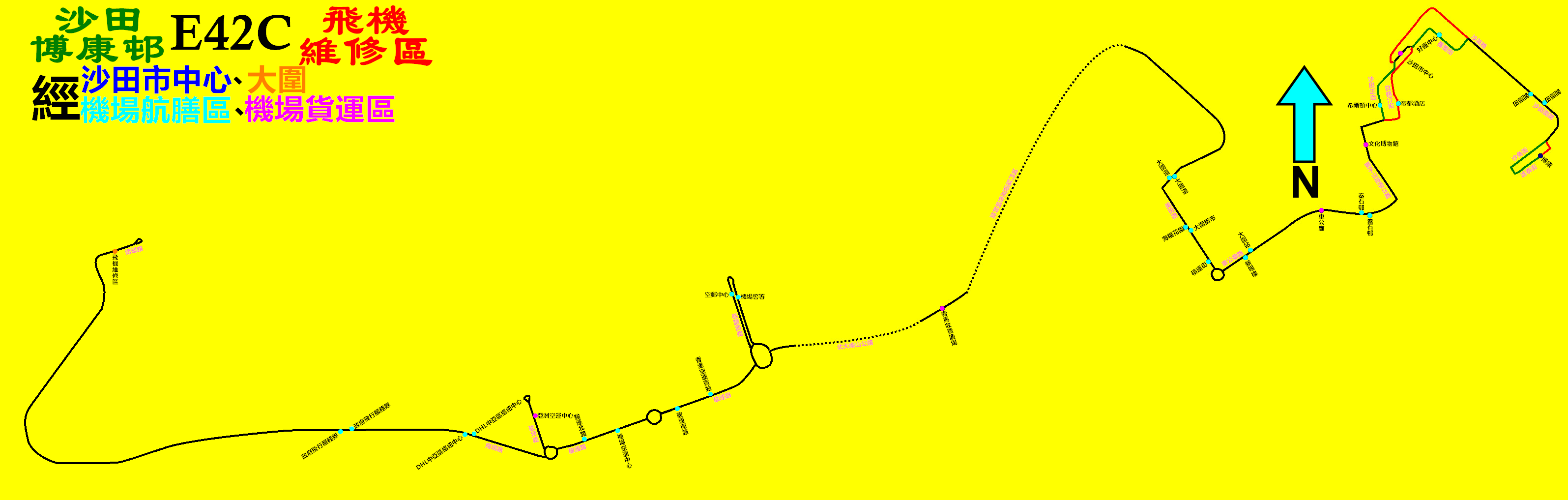
E42C線的走線圖

E42
| 沙田（博康）開 | 沙田（博康）開                 | 沙田（博康）開               | 機場（地面運輸中心）開 | 機場（地面運輸中心）開       | 機場（地面運輸中心）開       |
| 序號           | 車站名稱                       | 位置                         | 序號                   | 車站名稱                     | 位置                         |
| -------------- | ------------------------------ | ---------------------------- | ---------------------- | ---------------------------- | ---------------------------- |
| 1              | 博康巴士總站                   | 博康巴士總站                 | 1                      | 機場（地面運輸中心）巴士總站 | 機場（地面運輸中心）巴士總站 |
| 2              | 田園閣                         | 沙田圍路                     | 2                      | 國泰城                       | 駿明路                       |
| 3              | 沙田市中心                     | 沙田市中心巴士總站           | 3                      | 機場警署                     | 航膳西路                     |
| 4              | 帝都酒店                       | 白鶴汀街                     | 4                      | 駿運南路                     | 駿運路                       |
| 5              | 文化博物館                     | 獅子山隧道公路               | 5                      | 機場空運中心                 | 駿運路                       |
| 6              | 秦石邨                         | 車公廟路                     | 6                      | 亞洲空運中心                 | 駿坪路                       |
| 7              | 車公廟                         | 車公廟路                     | 7                      | 赤鱲角南路                   | 赤鱲角南路                   |
| 8              | 大圍轉車站－新翠邨新明樓（A2） | 車公廟路                     | 8                      | 東涌纜車站                   | 達東路                       |
| 9              | 大圍轉車站－積運街（E2）       | 美田路                       | 9                      | 富東廣場                     | 達東路                       |
| 10             | 海福花園                       | 美田路                       | 10                     | 裕東苑                       | 順東路                       |
| 11             | 大圍道                         | 大圍道                       | 11                     | 青嶼幹線轉車站（N2）         | 北大嶼山公路                 |
| 12             | 長亨邨                         | 青衣西路                     | 12                     | 青華苑                       | 青衣西路                     |
| 13             | 青華苑                         | 青衣西路                     | 13                     | 長亨邨                       | 青衣西路                     |
| 14             | 青嶼幹線轉車站（A5）           | 北大嶼山公路                 | 14                     | 大圍道                       | 大圍道                       |
| 15             | 東涌消防局                     | 順東路                       | 15                     | 大圍街市                     | 美田路                       |
| 16             | 東堤灣畔                       | 順東路                       | 16                     | 大圍轉車站－大圍站（F2）     | 車公廟路                     |
| 17             | 赤鱲角南路                     | 赤鱲角南路                   | 17                     | 車公廟                       | 車公廟路                     |
| 18             | 駿運北路                       | 駿運路                       | 18                     | 秦石邨                       | 車公廟路                     |
| 19             | 香港空運貨站                   | 駿運路                       | 19                     | 文化博物館                   | 獅子山隧道公路               |
| 20             | 空郵中心                       | 航膳西路                     | 20                     | 希爾頓中心                   | 沙田正街                     |
| 21             | 國泰城                         | 觀景路                       | 21                     | 沙田市中心                   | 沙田市中心巴士總站           |
| 22             | 暢連路                         | 暢連路                       | 22                     | 好運中心                     | 橫壆街                       |
| 23             | 機場（地面運輸中心）巴士總站   | 機場（地面運輸中心）巴士總站 | 23                     | 田園閣                       | 沙田圍路                     |
|                |                                |                              | 24                     | 博康巴士總站                 | 博康巴士總站                 |

E42C
| 沙田（博康）開 | 沙田（博康）開                 | 沙田（博康）開     | 飛機維修區開 | 飛機維修區開             | 飛機維修區開       |
| 序號           | 車站名稱                       | 位置               | 序號         | 車站名稱                 | 位置               |
| -------------- | ------------------------------ | ------------------ | ------------ | ------------------------ | ------------------ |
| 1              | 博康巴士總站                   | 博康巴士總站       | 1            | 飛機維修區               | 南環路             |
| 2              | 田園閣                         | 沙田圍路           | 2            | 政府飛行服務隊           | 南環路             |
| 3              | 沙田市中心                     | 沙田市中心巴士總站 | 3            | DHL中亞區樞紐中心        | 南環路             |
| 4              | 帝都酒店                       | 白鶴汀街           | 4            | 亞洲空運中心             | 駿坪路             |
| 5              | 文化博物館                     | 獅子山隧道公路     | 5            | 駿運北路                 | 駿運路             |
| 6              | 秦石邨                         | 車公廟路           | 6            | 香港空運貨站             | 駿運路             |
| 7              | 車公廟                         | 車公廟路           | 7            | 機場警署                 | 航膳西路           |
| 8              | 大圍轉車站－新翠邨新明樓（A2） | 車公廟路           | 8            | 青嶼幹線轉車站（N2）     | 北大嶼山公路       |
| 9              | 大圍轉車站－積運街（E2）       | 美田路             | 9            | 大圍道                   | 大圍道             |
| 10             | 海福花園                       | 美田路             | 10           | 海福花園                 | 美田路             |
| 11             | 大圍道                         | 大圍道             | 11           | 大圍轉車站－大圍站（F2） | 車公廟路           |
| 12             | 青嶼幹線轉車站（A5）           | 北大嶼山公路       | 12           | 車公廟                   | 車公廟路           |
| 13             | 空郵中心                       | 航膳西路           | 13           | 秦石邨                   | 車公廟路           |
| 14             | 駿運南路                       | 駿運路             | 14           | 文化博物館               | 獅子山隧道公路     |
| 15             | 機場空運中心                   | 駿運路             | 15           | 希爾頓中心               | 沙田正街           |
| 16             | 亞洲空運中心                   | 駿坪路             | 16           | 沙田市中心               | 沙田市中心巴士總站 |
| 17             | DHL中亞區樞紐中心              | 南環路             | 17           | 好運中心                 | 橫壆街             |
| 18             | 政府飛行服務隊                 | 南環路             | 18           | 田園閣                   | 沙田圍路           |
| 19             | 飛機維修區                     | 南環路             | 19           | 博康巴士總站             | 博康巴士總站       |

E42P
| 東涌（逸東邨）開 | 東涌（逸東邨）開         | 東涌（逸東邨）開             | 火炭（山尾街）開 | 火炭（山尾街）開               | 火炭（山尾街）開             |
| 序號             | 車站名稱                 | 位置                         | 序號             | 車站名稱                       | 位置                         |
| ---------------- | ------------------------ | ---------------------------- | ---------------- | ------------------------------ | ---------------------------- |
| 1                | 逸東邨居逸樓             | 逸東街                       | 1                | 火炭（山尾街）巴士總站         | 火炭（山尾街）公共運輸交匯處 |
| 2                | 北大嶼山醫院             | 松仁路                       | 2                | 火炭村                         | 火炭路                       |
| 3                | 海堤灣畔                 | 惠東路                       | 3                | 禾輋邨                         | 源禾路                       |
| 4                | 藍天海岸                 | 文東路                       | 4                | 瀝源邨                         | 源禾路                       |
| 5                | 映灣園第二期             | 文東路                       | 5                | 沙田市中心                     | 沙田市中心巴士總站           |
| 6                | 映灣園第一期             | 文東路                       | 6                | 帝都酒店                       | 白鶴汀街                     |
| 7                | 迎禧路                   | 迎禧路                       | 7                | 文化博物館                     | 獅子山隧道公路               |
| 8                | 青嶼幹線轉車站（N2）     | 北大嶼山公路                 | 8                | 秦石邨                         | 車公廟路                     |
| 9                | 青華苑                   | 青衣西路                     | 9                | 車公廟                         | 車公廟路                     |
| 10               | 長亨邨                   | 青衣西路                     | 10               | 大圍轉車站－新翠邨新明樓（A2） | 車公廟路                     |
| 11               | 大圍道                   | 大圍道                       | 11               | 大圍轉車站－積運街（E2）       | 美田路                       |
| 12               | 大圍街市                 | 美田路                       | 12               | 海福花園                       | 美田路                       |
| 13               | 大圍轉車站－大圍站（F2） | 車公廟路                     | 13               | 大圍道                         | 大圍道                       |
| 14               | 車公廟                   | 車公廟路                     | 14               | 長亨邨                         | 青衣西路                     |
| 15               | 秦石邨                   | 車公廟路                     | 15               | 青華苑                         | 青衣西路                     |
| 16               | 文化博物館               | 獅子山隧道公路               | 16               | 青嶼幹線轉車站（A3）           | 北大嶼山公路                 |
| 17               | 希爾頓中心               | 沙田正街                     | 17               | 迎禧路裕雅苑                   | 迎禧路                       |
| 18               | 沙田市中心               | 沙田市中心巴士總站           | 18               | 東環                           | 迎禧路                       |
| 19               | 好運中心                 | 橫壆街                       | 19               | 映灣園第二期                   | 文東路                       |
| 20               | 瀝源邨                   | 源禾路                       | 20               | 怡東路                         | 文東路                       |
| 21               | 禾輋邨                   | 源禾路                       | 21               | 怡文中學                       | 文東路                       |
| 22               | 火炭村                   | 火炭路                       | 22               | 海堤灣畔                       | 惠東路                       |
| 23               | 火炭（山尾街）巴士總站   | 火炭（山尾街）公共運輸交匯處 | 23               | 逸東邨美逸樓                   | 松仁路                       |
|                  |                          |                              | 24               | 逸東邨居逸樓                   | 逸東街                       |

## 使用狀況
E42線自開辦起，一直都是大圍及車公廟一帶前往大嶼山的唯一日間巴士路線，客量持續高企，經常在到達大圍時滿座。同時，由大圍前往青衣的249X線班次疏落，乘坐此路線的乘客亦有一部分是前往青衣半山。
為了照顧大圍居民，該線於沙田區的走線迂迴，來回程皆須橫越城門河三次。雖然後來A41線投入服務，但E42線並沒有因此更改走線。
另一方面，雖然E42P線新增回程班次往東涌如常途經青衣，同時提供由青衣島直接前往東涌北的公共交通服務，但青衣半山前往東涌北的乘客早已因城巴E21D線車費較便宜而被搶走，故乘坐此路線的青衣乘客以往來主路線未有服務的瀝源、禾輋及火炭商貿區一帶為主。

## 外部連結
- 龍運E42線官方網站路線資料（页面存档备份，存于）
- 龍運E42C線官方網站路線資料
- 龍運E42P線官方網站路線資料
- 龍運巴士E42線－681巴士總站（页面存档备份，存于）
- 龍運巴士E42C線－681巴士總站
- 龍運巴士E42P線－681巴士總站（页面存档备份，存于）
- 《二十世紀巴士路線發展史－－渡海、離島及機場篇》，容偉釗編著，BSI出版

- 龍運巴士E42線－九龍巴士（页面存档备份，存于）
- 龍運巴士E42線詳細時間表（页面存档备份，存于）